# Кепрюлю
Кепрюлю (тур. Köprülü ailesi) — родина державних діячів Османської імперії. Мала албанське походження: від турецької назви македонського міста Велес.

## Історія родини
Представники роду Кепрюлю, займаючи провідні посади у державі, спрямовували свої сили з одного боку на зміцнення центральної влади, поліпшення фінансового та економічного становища країни, з іншого — на розширення володінь Османської імперії. Загалом 17 представників роду Кепрюлю були візирами, а 7 — великими візирами. До родини Кепрюлю зараховували всиновлених та осіб, що зашлюбили доньок з роду Кепрюлю.
На початку свого панування у так звану епоху Кепрюлю, багато чого з задуманого вдалося зробити: приборкано повстання усередині, досягнуто перемог з Венецією, Австрією та Річчю Посполитою.

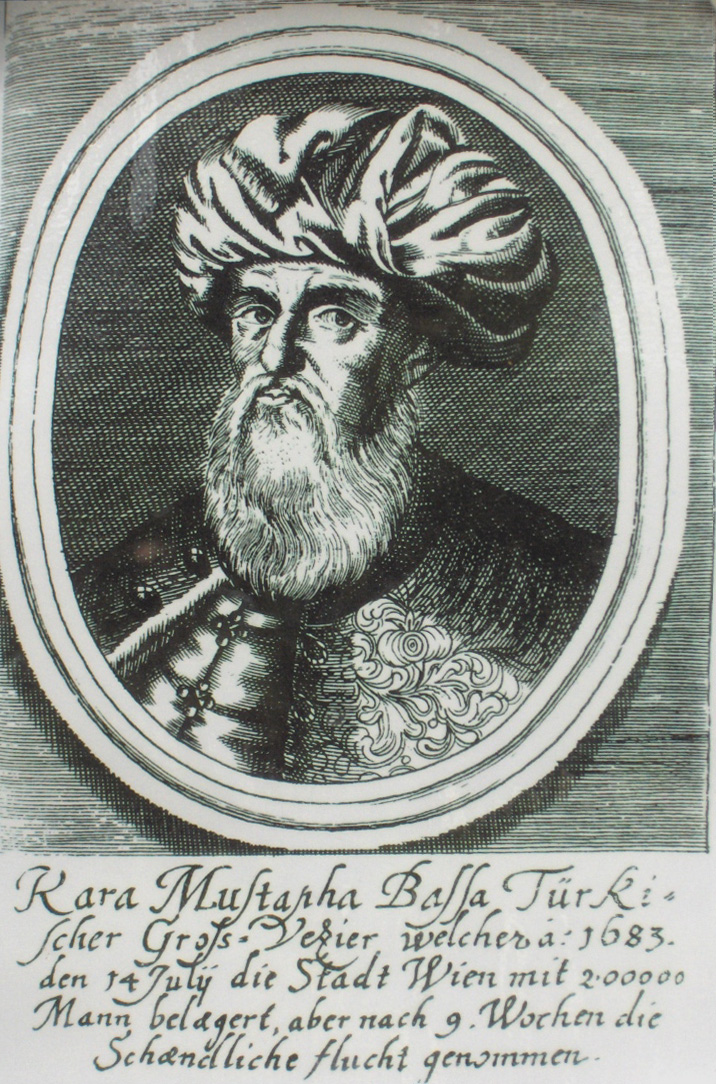
Великий візир Кара Мустафа

Втім, протистояння із державами Східної та Центральної Європи за часів Кара Мустафи Кепрюлю (його було всиновлено родиною Кепрюлю) призвело до військової поразки імперії, а незабаром до політичного послаблення роду. Після втрати влади у 1710 році родина Кепрюлю змогла зберегти своє майнове становище. Багато з них займали посади бейлербеїв, сердарів та сераскерів. Найбільш відомим з них є Абдулла-паша Кепрюлю (д/н—1735), визначний османський військовик 1723—1735 роках. Сьогодні Кепрюлю мешкають у Туреччині та США.

## Великі візири
- Мехмед Кепрюлю (1583—1661), великий візир у 1656—1661 роках
- Фазіл Ахмед Кепрюлю (1635—1676), великий візир у 1661—1676 роках
- Кара Мустафа-паша Кепрюлю (1634—1683), великий візир у 1676—1683 роках
- Абаза Сіявуш Кепрюлю[1] (д/н—1688), великий візир у 1687—1688 роках
- Фазіл Мустафа Кепрюлю (1637—1691), великий візир у 1689—1691 роках
- Хусейн Кепрюлю (1644—1702), великий візир у 1697—1702 роках
- Нуман Кепрюлю (д/н—1719), великий візир у 1710 році

## Нащадки
Представники династії нині проживають у Туреччині і в США, до роду належить Мехмет Фуат Кепрюлю, провідний історик турецької літератури.